# Assimilation (psykologi)
 For alternative betydninger, se Assimilation (flertydig). (Se også artikler, som begynder med Assimilation)
Assimilation er i psykologisk (konstruktivistisk) sammenhæng Jean Piaget betegnelse for en indlemmelse af ny viden, der passer med ens kognitive skemaer (Den viden man havde i forvejen). Modsat akkommodation, hvor den "nye viden" er langt fra den opfattelse man havde i forvejen.
| Psi | Spire Denne artikel om psykologi er en spire som bør udbygges. Du er velkommen til at hjælpe Wikipedia ved at udvide den. |